# Camino Real de Granada a Cuenca
El Camino Real de Granada a Cuenca (o de Cuenca a Granada), es una importante vía de comunicación española, consignada con dicho nombre a principios del siglo XVI, pero que se considera que unificó, en su trazado, diversas vías de origen más antiguo.

## Trazado
| Etapa o Municipio                           | Provincia   | Etapa o Municipio                             | Provincia   |
| ------------------------------------------- | ----------- | --------------------------------------------- | ----------- |
| Granada                                     | Granada     | Mariana, Puebla del Príncipe                  | Ciudad Real |
| Deifontes                                   | Granada     | Montiel                                       | Ciudad Real |
| Iznalloz                                    | Granada     | Villahermosa                                  | Ciudad Real |
| Venta Nueva (Domingo Pérez)                 | Granada     | Ossa de Montiel                               | Albacete    |
| Guadahortuna                                | Granada     | Villarrobledo                                 | Albacete    |
| Venta del Duque (Huelma)                    | Jaén        | San Clemente                                  | Cuenca      |
| Venta de Carvajal (Bélmez de la Moraleda)   | Jaén        | Venta Lomas (Honrubia)                        | Cuenca      |
| Venta de las Guardas (Jódar)                | Jaén        | Honrubia                                      | Cuenca      |
| Puente de Úbeda la Vieja                    | Jaén        | Puente de Talayuelas (sobre el río Júcar)     | Cuenca      |
| Torreperogil                                | Jaén        | Valverde del Júcar                            | Cuenca      |
| Barca del Guadalimar                        | Jaén        | Albaladejo del Cuende                         | Cuenca      |
| Castellar                                   | Jaén        | La Parra de las Vegas                         | Cuenca      |
| Venta de los Santos (Montizón)              | Jaén        | Valdeganga de Cuenca, pedanía de Valdetórtola | Cuenca      |
| Venta del Villar de Cecilia (Villamanrique) | Ciudad Real | Cuenca                                        | Cuenca      |

## Historia

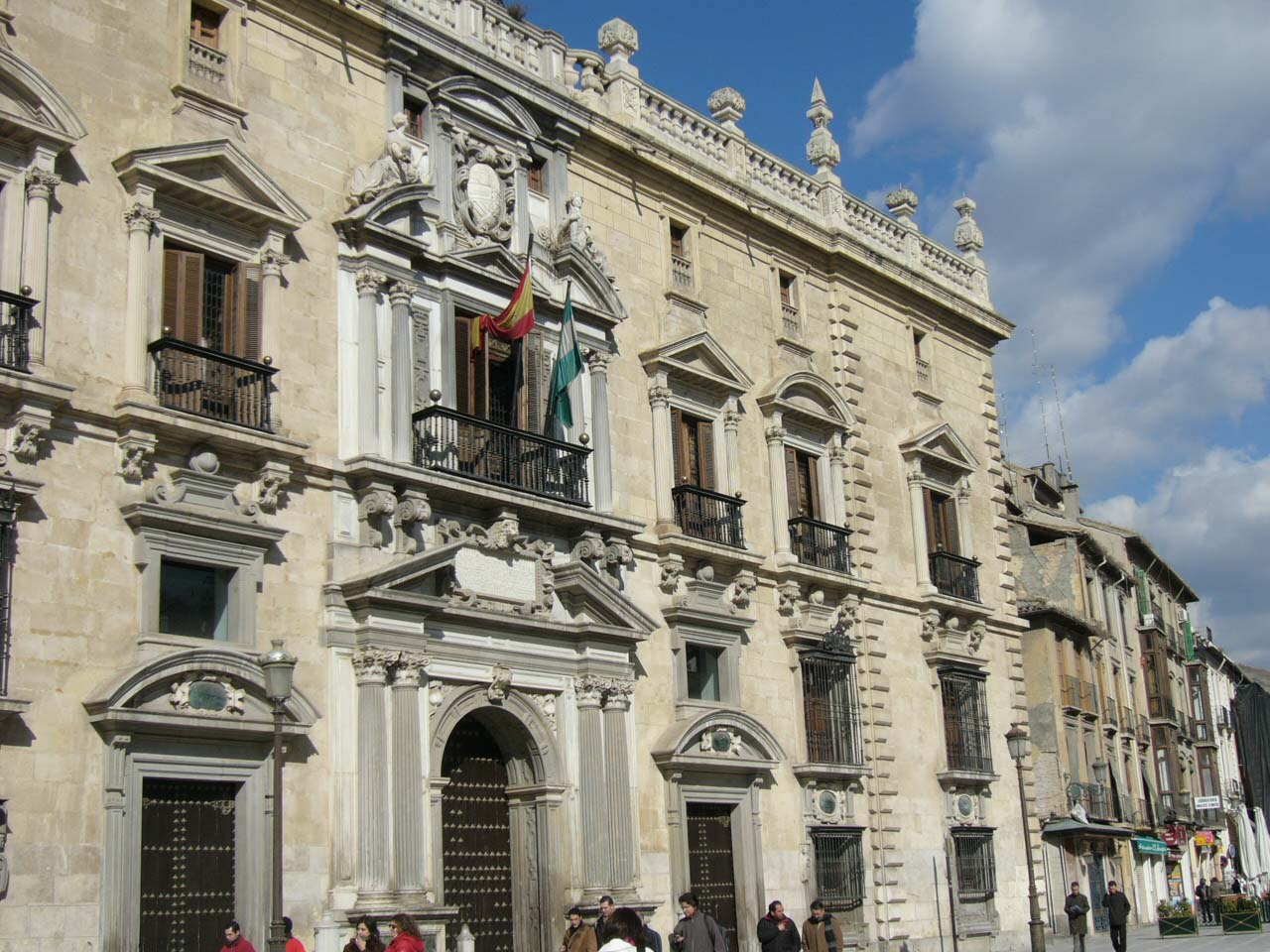
Sede de la Real Chancillería de Granada desde 1587. Actualmente alberga al Tribunal Superior de Justicia de Andalucía, Ceuta y Melilla.

En 1505, por parte de los Reyes Católicos y tras la Reconquista, se consumó definitivamente el traslado a Granada de la Real Audiencia y Chancillería de Ciudad Real a la ciudad granadina. La Real Chancillería de Granada comprendía una vasta jurisdicción que incluía los territorios de Granada, Andalucía, Extremadura, Reino de Murcia y La Mancha hasta el río Tajo, que marcaba el límite con la jurisdicción de la Real Chancillería de Valladolid. Este hecho supuso la revitalización de una serie de antiguas vías de comunicación, en muchos casos de origen romano y en otros incluso anterior, y su consideración como un todo homogéneo que unía la sede de la Chancillería con uno de sus confines.
La primera ocasión en la que se considera el camino real de Granada a Cuenca es en el Reportorio de todos los caminos de España de Pedro Juan Villuga, en 1546; sin embargo, las menciones fragmentarias realizadas en otras descripciones geográficas de principios de dicho siglo, como la inacabada Descripción y Cosmografía de España de Hernando Colón, cuyos datos fueron recopilados entre 1517 y 1523, permiten reconstruir su trazado. Otras obras posteriores, como las Relaciones topográficas de Felipe II (1575- 1578) recogen abundantes noticias sobre este camino, especialmente a su paso por La Mancha, y sobre el gran tránsito que tenía. Incluso Théodore de Mayerne, en 1604, la considera como una más entre las principales vías europeas y en su obra, y otras posteriores, se unifica su trazado con el Camino Real de Burgos a Cuenca (parte del Camino de Santiago de la Lana).
La política de crear una España unificada por parte de los reyes, queda también reflejada en la vertebración viaria de gran parte del país, con iniciativas como la creación de la Real Cabaña de Carreteros (1497) o el acondicionamiento de caminos de gran distancia. Así, en 1495 ya se registran despachos reales a los corregidores de diversas ciudades, entre ellos los de Úbeda y Granada, por donde trascurría dicho camino, para que se acondicionaran y habilitaran las viejas calzadas que las unían. Es precisamente ese tramo, entre Granada y el puente romano de Úbeda la Vieja, el que menos dificultades plantea para considerarlo de origen romano e, incluso, anterior, puesto que vertebra los territorios y las ubicaciones de ciudades antiguas como Ilurco, Iliberis, Acci Vetus (o Acatucci) -cerca de Iznalloz-, la Colonia Salaria -Úbeda la Vieja- e Ilugo -hoy Santisteban del Puerto-. Otros tramos de indudable origen romano son aquellos en que este camino real amortiza parte del trazado de la Vía Augusta por la provincia de Jaén u otros, recientemente estudiados, entre dicha vía y el pueblo de Montiel o entre Villarrobledo y San Clemente, donde en documentación de 1318 y 1523, respectivamente, se habla de un camino calzado (Losilla) y una "vya" que unía ambas poblaciones. El trazado de estos tramos prerromanos y romanos, continuó en relativo buen uso hasta épocas posteriores, por los importantes restos de la Antigüedad Tardía (tardorromanos, paleocristianos y visigodos) que se han encontrado en las inmediaciones de su trazado. No se debió abandonar su uso en época andalusí, incluso pudo revitalizarse, puesto que las principales poblaciones que articula también florecieron en aquella época, sin ir más lejos, las propias Granada (Madinat Garnata), trasladada en el siglo XI a su actual emplazamiento desde Madinat Ilbira, y Cuenca (Kwanka) ya citada en 784 y que, por su ubicación geográfica, hereda la importancia de ciudades antiguas como Santabariya (Ercávica) y Valeria.

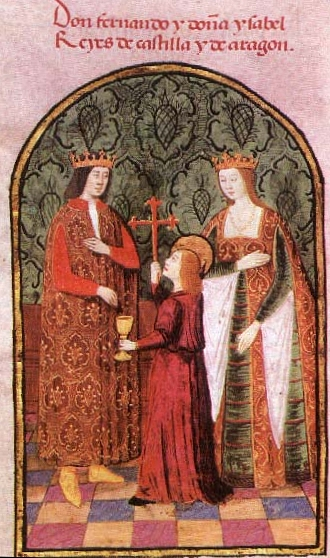
Los reyes Isabel y Fernando.

Durante los siglos XII y XIII estas vías de comunicación antiguas, cuyo heredero es el camino real, jugaron un importantísimo papel en la reconquista cristiana de toda La Mancha y el norte de Andalucía, soportando un continuo paso de tropas cristianas y musulmanas. Poblaciones como Villarrobledo, Ossa de Montiel o Montiel son reconquistadas y repobladas en aquellos años. Incluso poblaciones como Almedina y Montiel aún deben soportar acometidas tardías de los Benimerines, hacia 1283 en incursiones por esta vía. Otras poblaciones más al sur, como Bélmez de la Moraleda, sufrieron este proceso más tardíamente (1317) pero el uso del camino real parece comprobado con los movimientos de tropas entre Jaén y Granada. Así, el tramo del camino por Sierra Mágina (Vía del Jandulilla) queda como paso principal fronterizo entre Castilla y el reino Nazarí de Granada, durante casi dos siglos (1246- 1448). Con la reconquista y la repoblación y hasta principios del siglo XVI, en que ya se considera su trazado unitario, vive una etapa de relativa calma hasta la Guerra de Sucesión Castellana (1475- 1479) y la Guerra de las Comunidades de Castilla (1520- 1522), donde vuelve a cobrar protagonismo como vía militar, especialmente en La Mancha. Hasta el siglo XIX, su uso civil se mantiene, pero es durante la Guerra de la Independencia (1808- 1814) y durante la Primera Guerra Carlista (1833- 1840), cuando vuelve a ser escenario de hechos bélicos y continuos movimientos de ejércitos. Esta vocación militar, que algunos autores extienden a épocas mucho más antiguas, queda extraordinariamente bien reflejado en poblaciones como Villarrobledo, que vivió episodios bien certificados históricamente y relacionados con estos acontecimientos, como su levantamiento en armas frente al Marqués de Villena, en 1475, su incendio y saqueo en 1479, el continuo trasiego de tropas españolas y francesas, entre 1809 y 1811, con enfrentamientos como la Batalla del Montecico de Cortapiernas, o con la Batalla de Villarrobledo. Por otro lado, esta consideración estratégica tiene mucha lógica si se considera que constituye un corredor y un paso natural milenario entre Castilla y la Alta Andalucía, bien caracterizado ya desde épocas prehistóricas y mucho más ventajoso, orográficamente, que otros pasos como Despeñaperros. Tal es la ventaja geográfica que ofrece frente a otros, que los trazados originales de los tendidos ferroviarios entre el sureste y el centro de España pasaban por este corredor. De hecho se proyectaron y se adjudicaron, a mediados del siglo XIX, sendos tendidos ferroviarios entre Cuenca y Villarrobledo y entre Villarrobledo y Córdoba, que no fructificaron por diversas motivaciones a pesar de contar con todos los informes técnicos favorables. Al final el nudo ferroviario se trasladó a Alcázar de San Juan y el paso de Sierra Morena al punto más complejo e ilógico.
En la actualidad, el Camino Real de Granada a Cuenca ha sido sustituido, en ciertos puntos, por el trazado de muy diversas autovías (como la A-43), carreteras nacionales (N-323 o N-310), regionales o locales. En otros tramos continúa en uso como camino local y en ciertos puntos ha desaparecido completamente.

## Patrimonio

### Patrimonio de la Humanidad
- Alhambra, Generalife y Albaicín de Granada.
- Ciudad histórica fortificada de Cuenca.
- Arte rupestre del arco mediterráneo de la península ibérica.
- Conjuntos monumentales renacentistas de Úbeda y Baeza.

### Patrimonio arqueológico
Son muy abundantes los enclaves menores o medianos a su mismo pie, especialmente en las provincias de Granada, Jaén y las Lagunas de Ruidera. En su entorno inmediato se encuentran las ruinas de importantes poblaciones antiguas como:
- Ilurco
- Iliberis
- Acci Vetus
- Colonia Salaria
- Ilugo
- Solaria
- Mariana
- Posiblemente, Laminio

A su mismo pie se han encontrado piezas o conjuntos monumentales únicos como el Togado de Periate, el Conjunto Monumental del Cerro del Pajarillo, las ruinas paleocristianas de Los Torrejones, etc. Otras ciudades importantes como Cástulo, Biatia, Tugia o lugares emblemáticos como el escenario de la Batalla de Baecula, no quedan excesivamente alejadas de él.

### Patrimonio cultural
- Don Quijote de la Mancha
- Ruta de Don Quijote
- Ruta de los Nazaríes
- Semana Santa de Granada.
- Semana Santa y Festival de Música Antigua de Úbeda y Baeza de Úbeda.
- Carnaval, Semana Santa y Festival Arte-Nativo Viña Rock de Villarrobledo.
- Semana Santa de Cuenca.

### Patrimonio gastronómico
- Vino de la Mancha
- Queso manchego
- Cordero manchego

### Patrimonio histórico
- Conjuntos urbanos de Granada, Úbeda, San Clemente y Cuenca.
- Arquitectura renacentista (obras de Diego de Siloé y Andrés de Vandelvira) en Iznalloz, Úbeda, San Clemente y Villarrobledo.

### Patrimonio natural
- Parque nacional de Sierra Nevada
- Sierra Harana
- Parque natural de Sierra Mágina
- Sierra Morena
- Parque natural de las Lagunas de Ruidera
- Ciudad Encantada de Cuenca